# Isa Briones
Isabella Camille Briones (Londres, 17 de enero de 1999) es una actriz y cantante estadounidense. Saltó a la fama por sus papeles protagónicos en la serie de CBS / Paramount+ Star Trek: Picard (2020–22), incluyendo el de Soji, una «hija» androide de Data. También protagonizó en 2023, como Margot Stokes, la primera temporada de la serie de Disney+/Hulu Goosebumps y como la Dra. Trinity Santos en el drama médico de 2025 Max The Pitt.
Comenzó su carrera como modelo en la ciudad de Nueva York a los tres años, y en 2008 comenzó a actuar en películas y producciones teatrales. Ganó el Premio Ovation a la Mejor Actriz de Reparto en un Musical por Next to Normal (2018) en Los Ángeles. Luego, regresó a Nueva York y se convirtió en la intérprete más joven en la primera compañía de gira de Hamilton, y en 2024 debutó en Broadway interpretando a Eurídice en Hadestown.
Para el final de la primera temporada de Star Trek: Picard, interpretó una nueva versión de la canción «Blue Skies» de Irving Berlin.

## Biografía
Isa Briones nació en Londres, Inglaterra, siendo hija del actor Jon Jon Briones y de Megan Briones (de soltera Johnson); tiene un hermano menor, Teo. Los miembros de su familia son todos actores de teatro musical. Es filipina por parte de su padre e irlandesa por parte de su madre.
Briones tenía diez meses cuando su familia se mudó de Londres a la ciudad de Nueva York, donde comenzó a trabajar como modelo a los tres años. En 2006, cuando Briones tenía siete años, su familia se mudó a Los Ángeles.
Briones aprendió a actuar y cantar en casa de sus padres. Se especializó en teatro y teatro musical en la High School for the Arts del condado de Los Ángeles.

## Trayectoria profesional

### Cine y televisión
Briones comenzó su carrera como actriz cuando era niña, en 2008. Apareció en comerciales de televisión y desempeñó papeles secundarios en películas como Brown Soup Thing, Takers y Lonely Boy.
En 2018, apareció junto con su padre en un episodio de The Assassination of Gianni Versace: American Crime Story.
En 2019, Briones fue elegida para Star Trek: Picard para interpretar dos pares de gemelos sintéticos: Dahj y Soji, y Jana y Sutra. Hizo su debut como Dahj y Soji durante el estreno de la temporada en enero de 2020.
Paramount+ confirmó en abril de 2021 que Briones regresará para la segunda temporada de la serie.

### Teatro
Briones ha actuado en numerosos musicales escénicos desde la infancia. Interpretó a Susan en una producción de Los Ángeles de Miracle on 34th Street.
En 2018, Briones obtuvo tres nominaciones al Premio Ovation como 'Actriz Destacada' en un Musical de LA STAGE Alliance. Fue nominada por su interpretación de la amante de Perón en Evita y ganó por su actuación en una de las dos producciones discretas de Next to Normal.
Briones se unió a su padre cuando regresó a Nueva York en enero de 2018. Fue elegida para Hamilton luego de un proceso de audición de siete meses, convirtiéndose a los 19 años en la persona más joven en unirse a la primera compañía nacional de giras.

### Música
Briones ha grabado varios duetos con su compañero intérprete filipino-estadounidense AJ Rafael. Su versión de "Rewrite the Stars" de The Greatest Showman fue lanzada como single.
Para el final de la primera temporada de Star Trek: Picard , "Et In Arcadia Ego, Part 2", "Blue Skies" de Irving Berlin estaba programado para reproducirse durante la escena final de Data como un complemento a su actuación en Star Trek: Nemesis. El compositor Jeff Russo escribió un nuevo arreglo para el episodio, y el cocreador de la serie Alex Kurtzman sugirió que le pidieran a Briones que interpretara las voces. Briones dijo, "es tan correcto que esta sea la canción" que suena al final del viaje de Data. Su interpretación fue lanzada como sencillo en 2020.

## Filmografía

### Cine
| Año  | Título           | Director            | Papel         | Nota         |
| ---- | ---------------- | ------------------- | ------------- | ------------ |
| 2008 | Persuasion       | David Landry        | Pequeña Molly | Cortometraje |
| 2008 | Brown Soup Thing | Edward J. Mallillin | Prima Isa     |              |
| 2010 | Takers           | John Luessenhop     | Sunday Welles |              |
| 2013 | Lonely Boy       | Dale Fabrigar       | Mia           |              |
| 2016 | Carpool          | William Lancaster   | Carmen        | Cortometraje |

### Televisión
| Año       | Título               | Papel                               | Nota                |
| --------- | -------------------- | ----------------------------------- | ------------------- |
| 2010      | Cutthroat            | Lily Cabrera                        | Película de TV      |
| 2018      | American Crime Story | Elena Cunanan                       | Serie; 1 episodio   |
| 2020-2022 | Star Trek: Picard    | Ver listaKore Soong Soji Sutra Dahj | Serie; 14 episodios |
| 2023      | Goosebumps           | Margot Stokes                       | Serie; 10 episodios |
| 2025      | The Pitt             | Dra. Trinity Santos                 | Serie; 15 episodios |

### Teatro
| Año       | Título         | Creador                          | Nota |
| --------- | -------------- | -------------------------------- | ---- |
| 2016      | Evita          | Andrew Lloyd Webber              |      |
| 2016-2017 | Next to Normal | Tom Kitt                         |      |
| 2018-2019 | Hamilton       | Lin-Manuel Miranda               |      |
| 2022      | Grease         | Ver listaJim Jacobs Warren Casey |      |
| 2024      | Hadestown      | Anaïs Mitchell                   |      |

## Banda sonora
| Año  | Título            | Interpretación | Nota        |
| ---- | ----------------- | -------------- | ----------- |
| 2020 | Star Trek: Picard | «Blue Skies»   | Serie de TV |

## Discografía

### Sencillos
| Año  | Título              | Nota              |
| ---- | ------------------- | ----------------- |
| 2018 | «Rewrite the Stars» | Junto a AJ Rafael |
| 2020 | «Blue Skies»        |                   |

## Premios y nominaciones
| Año  | Premio         | Categoría                                | Nominada por      | Resultado |
| ---- | -------------- | ---------------------------------------- | ----------------- | --------- |
| 2018 | Ovation Awards | Actriz destacada en un musical           | Evita             | Nominada  |
| 2018 | Ovation Awards | Actriz destacada en un musical           | Next to Normal    | Ganadora  |
| 2018 | Ovation Awards | Actriz destacada en un musical           | Next to Normal    | Nominada  |
| 2021 | Saturn Award   | Mejor actor joven de serie de televisión | Star Trek: Picard | Nominada  |